# Assez parlé d'amour
Assez parlé d'amour est un roman d'Hervé Le Tellier publié en 2009 par les éditions Jean-Claude Lattès.

## Intrigue
Le destin de deux femmes mariées confrontées, à la quarantaine, au « coup de foudre ». En une soixantaine de chapitres courts, elles vont devoir apprendre à subir ou à choisir. Il contient un hommage à l'écrivain Édouard Levé (sous le nom d'Hugues Léger) à travers une imitation formelle du roman de ce dernier, Autoportrait (ici Définition). Le livre s'achève sur une forme poétique oubliée, une villanelle.
Ce roman oulipien est secrètement construit autour d'un jeu de dominos fictif, les dominos abkhazes, et d'une partie jouée dans les années 1920.
La roman est traduit en anglais par Adriana Hunter (en) et publié en 2011 à New York sous le titre Enough About Love.